# Abierto de Australia 2014
El Abierto de Australia 2014 fue un torneo de tenis que se llevó a cabo sobre pistas de superficie dura del Melbourne Park situado en Melbourne, Australia, entre el 13 y el 26 de enero de 2014. Esta fue la edición 102.ª del Abierto de Australia y el primer torneo de Grand Slam del año 2014.

## Puntos y premios

### Distribución de puntos

#### Sénior
| Evento               | G    | F    | SF  | CF  | Ronda de 16 | Ronda de 32 | Ronda de 64 | Ronda de 128 | Q  | Q3 | Q2 | Q1 |
| Individual masculino | 2000 | 1200 | 720 | 360 | 180         | 90          | 45          | 10           | 25 | 16 | 8  | 0  |
| Dobles masculino     | 2000 | 1200 | 720 | 360 | 180         | 90          | 0           | —            | —  | —  | —  | —  |
| Individual femenino  | 2000 | 1300 | 780 | 430 | 240         | 130         | 70          | 10           | 40 | 30 | 20 | 2  |
| Dobles femenino      | 2000 | 1300 | 780 | 430 | 240         | 130         | 10          | —            | —  | —  | —  | —  |

| Evento                     | G   | F   | SF/3.ª | CF/4.ª |
| Individual                 | 800 | 500 | 375    | 100    |
| Dobles                     | 800 | 500 | 100    | —      |
| Clasificación (Individual) | 800 | 500 | 100    | —      |
| Clasificación (Dobles)     | 800 | 100 | —      | —      |

| Evento               | G   | F   | SF  | CF  | Ronda de 16 | Ronda de 32 | Q  | Q3 |
| Individual masculino | 375 | 270 | 180 | 120 | 75          | 30          | 25 | 20 |
| Individual femenino  | 375 | 270 | 180 | 120 | 75          | 30          | 25 | 20 |
| Dobles masculino     | 270 | 180 | 120 | 75  | 45          | —           | —  | —  |
| Dobles femenino      | 270 | 180 | 120 | 75  | 45          | —           | —  | —  |

### Premio monetario
En octubre de 2013, se anunció que el premio monetario se había elevado, por lo que en total estarán en juego $33.000.000 de dólares australianos en el torneo de 2014. Esto significa un aumento de $7.000.000 de dólares en dos años.
| Evento         | G           | F           | SF        | CF        | Ronda de 16 | Ronda de 32 | Ronda de 64 | Ronda de 128 | Q3       | Q2      | Q1      |
| Individual     | A$2,650,000 | A$1,325,000 | A$540,000 | A$270,000 | A$135,000   | A$75,000    | A$50,000    | A$30,000     | A$14,400 | A$7,200 | A$3,600 |
| Dobles *       | A$520,000   | A$260,000   | A$130,000 | A$65,000  | A$36,000    | A$21,000    | A$13,500    | —            | —        | —       | —       |
| Dobles mixto * | A$135,500   | A$67,750    | A$33,900  | A$15,500  | A$7,800     | A$3,800     | —           | —            | —        | —       | —       |

* por equipo

## Actuación de los jugadores en el torneo
Individual masculino
| Campeón                        | Campeón                | Finalista              | Finalista                 |
| ------------------------------ | ---------------------- | ---------------------- | ------------------------- |
| Stanislas Wawrinka [8]         | Stanislas Wawrinka [8] | Rafael Nadal [1]       | Rafael Nadal [1]          |
| Eliminados en semifinales      |                        |                        |                           |
| Roger Federer [6]              | Roger Federer [6]      | Tomáš Berdych [7]      | Tomáš Berdych [7]         |
| Eliminados en Cuarto de final  |                        |                        |                           |
| Grigor Dimitrov [22]           | Andy Murray [4]        | David Ferrer [3]       | Novak Djokovic [2]        |
| Eliminados en la Cuarta ronda  |                        |                        |                           |
| Kei Nishikori [16]             | Roberto Bautista-Agut  | Stéphane Robert (LL)   | Jo-Wilfried Tsonga [10]   |
| Kevin Anderson [19]            | Florian Mayer          | Tommy Robredo [17]     | Fabio Fognini [15]        |
| Eliminados en la Tercera ronda |                        |                        |                           |
| Gaël Monfils [25]              | Donald Young           | Milos Raonic [11]      | Benoît Paire [27]         |
| Feliciano López [26]           | Martin Kližan [LL]     | Gilles Simon [18]      | Teimuraz Gabashvili       |
| Damir Džumhur [Q]              | Édouard Roger-Vasselin | Jerzy Janowicz [20]    | Jérémy Chardy [29]        |
| Vasek Pospisil [28]            | Richard Gasquet [9]    | Sam Querrey            | Denis Istomin             |
| Eliminados en la Segunda ronda |                        |                        |                           |
| Thanasi Kokkinakis [WC]        | Jack Sock              | Andreas Seppi [24]     | Dušan Lajović [Q]         |
| Victor Hanescu                 | Yen-Hsun Lu            | Benoît Paire [27]      | Juan Martín del Potro [5] |
| Vincent Millot [Q]             | Michael Berrer [Q]     | Michal Przysiezny      | Blaž Rola [Q]             |
| Thomaz Bellucci [Q]            | Marin Čilić            | Fernando Verdasco [31] | Blaz Kavcic               |
| Kenny de Schepper              | Ivan Dodig [32]        | Dominic Thiem [Q]      | Guillermo García-López    |
| Mijaíl Yuzhny [14]             | Pablo Andújar          | Alexandr Dolgopolov    | Adrian Mannarino          |
| Alejandro Falla                | Matthew Ebden          | Julien Benneteau       | Nikolai Davydenko         |
| Jarkko Nieminen                | Ernests Gulbis [23]    | Dmitry Tursunov [30]   | Leonardo Mayer            |
| Eliminados en la Primera ronda |                        |                        |                           |
| Bernard Tomic                  | Igor Sijsling          | Tobias Kamke           | Ryan Harrison             |
| Lleyton Hewitt                 | Robin Haase            | Lucas Pouille [WC]     | Marinko Matosevic         |
| Daniel Gimeno-Traver           | Peter Gojowczyk [Q]    | Jimmy Wang [Q]         | Bradley Klahn             |
| Frank Dancevic [Q]             | Benjamin Becker        | Tim Smyczek            | Rhyne Williams [Q]        |
| Go Soeda                       | Wayne Odesnik [Q]      | Michaël Llodra         | Somdev Devvarman          |
| Aljaz Bedene                   | Horacio Zeballos       | Federico Delbonis      | John Isner [13]           |
| Filippo Volandri               | Julian Reister         | Marcel Granollers      | Daniel Brands             |
| Zhang Ze [Q]                   | Sergiy Stakhovsky      | Radek Štěpánek         | James Duckworth [WC]      |
| Oleksandr Nedovyesov           | Wu Di [WC]             | Jan Hájek              | Ivo Karlović              |
| Jiří Veselý                    | João Sousa             | Carlos Berlocq         | Tommy Haas [12]           |
| Jan-Lennard Struff             | Denis Kudla [Q]        | Albert Ramos           | Jordan Thompson [WC]      |
| Jesse Huta Galung              | Ričardas Berankis [Q]  | Steve Johnson          | Alejandro González        |
| Andréi Golúbev                 | Mikhail Kukushkin      | Nicolas Mahut          | Samuel Groth [WC]         |
| Lukáš Rosol                    | Pablo Carreño          | Łukasz Kubot           | David Guez [Q]            |
| Alex Bogomolov, Jr.            | Dudi Sela              | Santiago Giraldo       | Juan Mónaco               |
| Michael Russell                | Marcos Baghdatis       | Albert Montañés        | Lukáš Lacko               |

Individual femenino
| Campeona                       | Campeona                  | Finalista                 | Finalista                  |
| ------------------------------ | ------------------------- | ------------------------- | -------------------------- |
| Na Li [4]                      | Na Li [4]                 | Dominika Cibulková [20]   | Dominika Cibulková [20]    |
| Eliminadas en semifinales      |                           |                           |                            |
| Eugénie Bouchard [30]          | Eugénie Bouchard [30]     | Agnieszka Radwańska [5]   | Agnieszka Radwańska [5]    |
| Eliminadas en Cuarto de final  |                           |                           |                            |
| Ana Ivanovic [14]              | Flavia Pennetta [28]      | Simona Halep [11]         | Victoria Azarenka [2]      |
| Eliminadas en la Cuarta ronda  |                           |                           |                            |
| Serena Williams [1]            | Casey Dellacqua [WC]      | Yekaterina Makarova [22]  | Angelique Kerber [9]       |
| Jelena Janković [8]            | María Sharápova [3]       | Garbiñe Muguruza          | Sloane Stephens [13]       |
| Eliminadas en la Tercera ronda |                           |                           |                            |
| Daniela Hantuchová [31]        | Samantha Stosur [17]      | Zheng Jie                 | Lauren Davis               |
| Lucie Šafářová [26]            | Monica Niculescu          | Alison Riske              | Mona Barthel               |
| Kurumi Nara                    | Zarina Diyas [Q]          | Carla Suárez Navarro [16] | Alizé Cornet [25]          |
| Anastasiya Pavliuchenkova [29] | Caroline Wozniacki [10]   | Elina Svitolina           | Yvonne Meusburger          |
| Eliminadas en la Segunda ronda |                           |                           |                            |
| Vesna Dolonc                   | Karolína Plíšková         | Tsvetana Pironkova        | Annika Beck                |
| Madison Keys                   | Kirsten Flipkens [18]     | Virginie Razzano          | Julia Goerges              |
| Belinda Bencic [Q]             | Lucie Hradecká [Q]        | Irina Falconi [LL]        | Sabine Lisicki [15]        |
| Alla Kudryavtseva [Q]          | Yanina Wickmayer          | Mónica Puig               | Luksika Kumkhum            |
| Ayumi Morita                   | Magdaléna Rybáriková [32] | Marina Erakovic           | Varvara Lepchenko          |
| Galina Voskoboeva              | Stefanie Vögele           | Camila Giorgi             | Karin Knapp                |
| Olga Govortsova                | Mandy Minella             | Anna Karolína Schmiedlová | Christina McHale           |
| Ajla Tomljanović               | Olivia Rogowska [WC]      | Bojana Jovanovski [33]    | Barbora Záhlavová-Strýcová |
| Eliminadas en la Primera ronda |                           |                           |                            |
| Ashleigh Barty [WC]            | Lara Arruabarrena         | Pauline Parmentier [WC]   | Heather Watson [WC]        |
| Klára Zakopalová               | Silvia Soler Espinosa     | Petra Martić              | Kiki Bertens               |
| Roberta Vinci [12]             | Patricia Mayr-Achleitner  | Vera Zvonareva [PR]       | Laura Robson               |
| Tang Haochen [WC]              | Alison Van Uytvanck       | Sachia Vickery [WC]       | Sara Errani [7]            |
| Ana Konjuh [Q]                 | Kimiko Date-Krumm         | Donna Vekić               | Julia Glushko              |
| Venus Williams                 | A Medina                  | Shahar Pe'er              | Mirjana Lučić-Baroni       |
| Jarmila Gajdošová              | Caroline Garcia           | Dinah Pfizenmaier         | Yelena Vesnina [23]        |
| Alexandra Cadanțu              | Anna Tatishvili [Q]       | Shuai Zhang               | Petra Kvitová [6]          |
| Misaki Doi                     | Nadiya Kichenok           | Shuai Peng                | Andrea Petković            |
| Sorana Cîrstea [21]            | Kateřina Siniaková [Q]    | Lesia Tsurenko            | Katarzyna Piter [Q]        |
| Vania King                     | Irina-Camelia Begu [Q]    | Kristina Mladenovic       | Francesca Schiavone        |
| Polona Hercog                  | Storm Sanders [WC]        | Paula Ormaechea           | Bethanie Mattek-Sands      |
| Yulia Putintseva               | Yingying Duan [Q]         | Carina Witthöft [Q]       | Teliana Pereira            |
| Kaia Kanepi [24]               | Tímea Babos               | Yung-Jan Chan             | [Lourdes Domínguez Lino]   |
| Yaroslava Shvedova             | Tadeja Majerič            | Mariana Duque             | Svetlana Kuznetsova [19]   |
| Jana Čepelová                  | Chanelle Scheepers        | Su-Wei Hsieh              | Johanna Larsson            |

## Sumario

### Día 1 (13 de enero)
- Cabezas de serie eliminados:
  - Individual masculino:  Tommy Haas [12]
  - Individual femenino:  Petra Kvitová [6],  Sara Errani [7],  Roberta Vinci [12],  Yelena Vesnina [23]
- Orden de juego

| Partidos en canchas principales                                                                    | Partidos en canchas principales | Partidos en canchas principales | Partidos en canchas principales |
| Partidos en la Rod Laver Arena                                                                     | Partidos en la Rod Laver Arena  | Partidos en la Rod Laver Arena  | Partidos en la Rod Laver Arena  |
| Evento                                                                                             | Ganador                         | Perdedor                        | Resultado                       |
| -------------------------------------------------------------------------------------------------- | ------------------------------- | ------------------------------- | ------------------------------- |
| Individual Femenino - 1.ª ronda                                                                    | Angelique Kerber [9]            | Jarmila Gajdošová [WC]          | 6-3, 0-6, 6-2                   |
| Individual Masculino - 1.ª ronda                                                                   | David Ferrer [3]                | Alejandro González              | 6-3, 6-4, 6-4                   |
| Individual Femenino - 1.ª ronda                                                                    | Samantha Stosur [17]            | Klára Zakopalová                | 6–3, 6–4                        |
| Individual Masculino - 1.ª ronda                                                                   | Novak Đoković [2]               | Lukáš Lacko                     | 6–3, 7–6, 6–1                   |
| Individual Femenino - 1.ª ronda                                                                    | Serena Williams [1]             | Ashleigh Barty [WC]             | 6–2, 6–1                        |
| Partidos en la Hisense Arena                                                                       |                                 |                                 |                                 |
| Evento                                                                                             | Ganador                         | Perdedor                        | Resultado                       |
| Individual Masculino - 1.ª ronda                                                                   | Stanislas Wawrinka [8]          | Andrey Golubev                  | 6-4, 4-1, Retiro                |
| Individual Femenino - 1.ª ronda                                                                    | Li Na [4]                       | Ana Konjuh (Q)                  | 6-2, 6-0                        |
| Individual Femenino - 1.ª ronda                                                                    | Ana Ivanović [14]               | Kiki Bertens                    | 6-4, 6-4                        |
| Individual Masculino - 1.ª ronda                                                                   | Jerzy Janowicz [20]             | Jordan Thompson [WC] vs         | 1–6, 4–6, 6–4, 6–2, 6–1         |
| Partidos en la Margaret Court Arena                                                                |                                 |                                 |                                 |
| Evento                                                                                             | Ganador                         | Perdedor                        | Resultado                       |
| Individual Femenino - 1.ª ronda                                                                    | Yekaterina Makárova [22]        | Venus Williams                  | 2-6, 6-4, 6-4                   |
| Individual Masculino - 1.ª ronda                                                                   | Tomáš Berdych [7]               | Oleksandr Nedovyesov            | 6-3, 6-4, 6-3                   |
| Individual Femenino - 1.ª ronda                                                                    | Julia Gorges                    | Sara Errani [7]                 | 6-3, 6-2                        |
| Individual Femenino - 1.ª ronda                                                                    | Luksika Kumkhum                 | Petra Kvitová [6]               | 6–2, 1–6, 6–4                   |
| Individual Masculino - 1.ª ronda                                                                   | Denis Istomin                   | Marcos Baghdatis                | 6–4, 7–5, 6–4                   |
| En azul se señalan los partidos nocturnos                                                          |                                 |                                 |                                 |
| Los partidos inician a las 11:00 a. m. Los partidos nocturnos no comienzan antes de las 7:00 p. m. |                                 |                                 |                                 |

### Día 2 (14 de enero)
- Cabezas de serie eliminados:
  - Individual masculino:  John Isner [13]
  - Individual femenino:  Svetlana Kuznetsova [19],  Sorana Cirstea [21],  Kaia Kanepi [24]
- Orden de juego

| Partidos en canchas principales                                                                    | Partidos en canchas principales | Partidos en canchas principales | Partidos en canchas principales |
| Partidos en la Rod Laver Arena                                                                     | Partidos en la Rod Laver Arena  | Partidos en la Rod Laver Arena  | Partidos en la Rod Laver Arena  |
| Evento                                                                                             | Ganador                         | Perdedor                        | Resultado                       |
| -------------------------------------------------------------------------------------------------- | ------------------------------- | ------------------------------- | ------------------------------- |
| Individual Femenino - 1.ª ronda                                                                    | Victoria Azarenka [2]           | Johanna Larsson                 | 7–6(7–2), 6–2                   |
| Individual Masculino - 1.ª ronda                                                                   | Roger Federer [6]               | James Duckworth                 | 6-4, 6-4, 6-2                   |
| Individual Femenino - 1.ª ronda                                                                    | Andreas Seppi [24]              | Lleyton Hewitt                  | 7-6(7–4), 6-3, 5-7, 5-7, 7-5    |
| Individual Masculino - 1.ª ronda                                                                   | Rafael Nadal [1]                | Bernard Tomic                   | 6-4, Retiró                     |
| Individual Femenino - 1.ª ronda                                                                    | María Sharápova [3]             | Bethanie Mattek-Sands           | 6-3, 6-4                        |
| Partidos en la Hisense Arena                                                                       |                                 |                                 |                                 |
| Evento                                                                                             | Ganador                         | Perdedor                        | Resultado                       |
| Individual Masculino - 1.ª ronda                                                                   | Caroline Wozniacki [10]         | Lourdes Domínguez               | 6–0, 6–2                        |
| Individual Femenino - 1.ª ronda                                                                    | Jo-Wilfried Tsonga [10]         | Filippo Volandri                | 7-5, 6-3, 6-3                   |
| Individual Femenino - 1.ª ronda                                                                    | Agnieszka Radwańska [5]         | Yulia Putintseva                | 6-0, 5-7, 6-2                   |
| Individual Masculino - 1.ª ronda                                                                   | Andy Murray [4]                 | Go Soeda                        | 6-1, 6-1, 6-3                   |
| Partidos en la Margaret Court Arena                                                                |                                 |                                 |                                 |
| Evento                                                                                             | Ganador                         | Perdedor                        | Resultado                       |
| Individual Femenino - 1.ª ronda                                                                    | Simona Halep [11]               | Katarzyna Piter                 | 6–0, 6–1                        |
| Individual Masculino - 1.ª ronda                                                                   | Dominika Cibulková [20]         | Francesca Schiavone             | 6-3, 6-4                        |
| Individual Femenino - 1.ª ronda                                                                    | Jelena Janković [8]             | Misaki Doi                      | 6-1, 6-2                        |
| Individual Masculino - 1.ª ronda                                                                   | Juan Martín del Potro [5]       | Rhyne Williams                  | 6-7(1–7), 6-3, 6-4, 6-4         |
| Individual Masculino - 1.ª ronda                                                                   | Gaël Monfils [25]               | Ryan Harrison                   | 6–4, 6–4, 6–4                   |
| En azul se señalan los partidos nocturnos                                                          |                                 |                                 |                                 |
| Los partidos inician a las 11:00 a. m. Los partidos nocturnos no comienzan antes de las 7:00 p. m. |                                 |                                 |                                 |

### Día 3 (15 de enero)
- Cabezas de serie eliminados:
  - Individual masculino:  Mijaíl Yuzhny [14],  Ernests Gulbis [23],  Dmitry Tursunov [30],  Ivan Dodig [32]
  - Individual femenino:  Sabine Lisicki [15],  Kirsten Flipkens [18]
- Orden de juego

| Partidos en canchas principales                                                                    | Partidos en canchas principales | Partidos en canchas principales | Partidos en canchas principales |
| Partidos en la Rod Laver Arena                                                                     | Partidos en la Rod Laver Arena  | Partidos en la Rod Laver Arena  | Partidos en la Rod Laver Arena  |
| Evento                                                                                             | Ganador                         | Perdedor                        | Resultado                       |
| -------------------------------------------------------------------------------------------------- | ------------------------------- | ------------------------------- | ------------------------------- |
| Individual Femenino - 2.ª ronda                                                                    | Na Li [4]                       | Belinda Bencic [Q]              | 6-0, 7-6(7-5)                   |
| Individual Femenino - 2.ª ronda                                                                    | Serena Williams [1]             | Vesna Dolonc                    | 6-1, 6-2                        |
| Individual Masculino - 2.ª ronda                                                                   | Novak Djokovic [2]              | Leonardo Mayer                  | 6-0, 6-4, 6-4                   |
| Individual Femenino - 2.ª ronda                                                                    | Samantha Stosur [17]            | Tsvetana Pironkova              | 6–2, 6–0                        |
| Individual Masculino - 2.ª ronda                                                                   | Vasek Pospisil [28]             | Matthew Ebden                   | 3–6, 7–6(8–6), 7–6(11–9), 6–1   |
| Partidos en la Hisense Arena                                                                       |                                 |                                 |                                 |
| Evento                                                                                             | Ganador                         | Perdedor                        | Resultado                       |
| Individual Masculino - 2.ª ronda                                                                   | Tomáš Berdych [7]               | Kenny de Schepper               | 6-4, 6-1, 6-3                   |
| Individual Masculino - 2.ª ronda                                                                   | David Ferrer [3]                | Adrian Mannarino                | 7-6(7-2), 5-7, 6-0, 6-3         |
| Individual Femenino - 2.ª ronda                                                                    | Casey Dellacqua [WC]            | Kirsten Flipkens [18]           | 6–3, 6–0                        |
| Dobles Masculino - 1.ª ronda                                                                       | Eric Butorac Raven Klaasen      | Lleyton Hewitt Patrick Rafter   | 6–4, 7–5                        |
| Partidos en la Margaret Court Arena                                                                |                                 |                                 |                                 |
| Evento                                                                                             | Ganador                         | Perdedor                        | Resultado                       |
| Individual Femenino - 2.ª ronda                                                                    | Monica Niculescu                | Sabine Lisicki [15]             | 2-6, 6-2, 6-2                   |
| Individual Femenino - 2.ª ronda                                                                    | Flavia Pennetta [28]            | Mónica Puig                     | 6-3, 6-4                        |
| Individual Femenino - 2.ª ronda                                                                    | Angelique Kerber [9]            | Alla Kudryavtseva [Q]           | 6-4, 6-2                        |
| Individual Masculino - 2.ª ronda                                                                   | Sam Querrey                     | Ernests Gulbis [23]             | 6–2, 6–3, 6–4                   |
| Individual Masculino - 2.ª ronda                                                                   | Stanislas Wawrinka [8]          | Alejandro Falla                 | 6–3, 6–3, 6–7(4–7), 6–4         |
| En azul se señalan los partidos nocturnos                                                          |                                 |                                 |                                 |
| Los partidos inician a las 11:00 a. m. Los partidos nocturnos no comienzan antes de las 7:00 p. m. |                                 |                                 |                                 |

### Día 4 (16 de enero)
- Cabezas de serie eliminados:
  - Individual masculino:  Juan Martín del Potro [5],  Andreas Seppi [24],  Vasek Pospisil [28]
  - Individual femenino:  Magdaléna Rybáriková [32]
- Orden de juego

| Partidos en canchas principales                                                                    | Partidos en canchas principales | Partidos en canchas principales | Partidos en canchas principales   |
| Partidos en la Rod Laver Arena                                                                     | Partidos en la Rod Laver Arena  | Partidos en la Rod Laver Arena  | Partidos en la Rod Laver Arena    |
| Evento                                                                                             | Ganador                         | Perdedor                        | Resultado                         |
| -------------------------------------------------------------------------------------------------- | ------------------------------- | ------------------------------- | --------------------------------- |
| Individual Femenino - 2.ª ronda                                                                    | María Sharápova [3]             | Karin Knapp                     | 6-3, 4-6, 10-8                    |
| Individual Femenino - 2.ª ronda                                                                    | Caroline Wozniacki [10]         | Christina McHale                | 6–0, 1–6, 6–2                     |
| Individual Masculino - 2.ª ronda                                                                   | Rafael Nadal [1]                | Thanasi Kokkinakis [WC]         | 6–2, 6–4, 6–2                     |
| Individual Femenino - 2.ª ronda                                                                    | Victoria Azarenka [2]           | Barbora Záhlavová-Strýcová      | 6–1, 6–4                          |
| Individual Masculino - 2.ª ronda                                                                   | Andy Murray [4]                 | Vincent Millot [Q]              | 6–2, 6–2, 7–5                     |
| Partidos en la Hisense Arena                                                                       |                                 |                                 |                                   |
| Evento                                                                                             | Ganador                         | Perdedor                        | Resultado                         |
| Individual Femenino - 2.ª ronda                                                                    | Elina Svitolina                 | Olivia Rogowska [WC]            | 6-4, 7-5                          |
| Individual Masculino - 2.ª ronda                                                                   | Jo-Wilfried Tsonga [10]         | Thomaz Bellucci                 | 7-6(8-6), 6-4, 6-4                |
| Individual Femenino - 2.ª ronda                                                                    | Agnieszka Radwanska [5]         | Olga Govortsova                 | 6–0, 7–5                          |
| Individual Masculino - 2.ª ronda                                                                   | Roger Federer [6]               | Blaz Kavcic                     | 6–2, 6–1, 7–6(7-4)                |
| Individual Masculino - 2.ª ronda                                                                   | Gaël Monfils [25]               | Jack Sock                       | 7–6(7-2), 7–5, 6–2                |
| Partidos en la Margaret Court Arena                                                                |                                 |                                 |                                   |
| Evento                                                                                             | Ganador                         | Perdedor                        | Resultado                         |
| Individual Femenino - 2.ª ronda                                                                    | Alize Cornet [25]               | Camila Giorgi                   | 6-3, 4-6, 6-4                     |
| Individual Femenino - 2.ª ronda                                                                    | Sloane Stephens [13]            | Ajla Tomljanović                | 3–6, 6–2, 7–5                     |
| Individual Masculino - 2.ª ronda                                                                   | Benoît Paire [27]               | Nick Kyrgios [WC]               | 6-7(5-7), 6-7(5-7), 6-4, 6-2, 6-2 |
| En azul se señalan los partidos nocturnos                                                          |                                 |                                 |                                   |
| Los partidos inician a las 11:00 a. m. Los partidos nocturnos no comienzan antes de las 7:00 p. m. |                                 |                                 |                                   |

### Día 5 (17 de enero)
- Cabezas de serie eliminados:
  - Individual masculino:  Richard Gasquet [9],  Jerzy Janowicz [20],  Vasek Pospisil [28],  Jeremy Chardy [29]
  - Individual femenino:  Samantha Stosur [17],  Lucie Safarova [26],  Daniela Hantuchova [31]
- Orden de juego

| Partidos en canchas principales                                                                    | Partidos en canchas principales | Partidos en canchas principales   | Partidos en canchas principales |
| Partidos en la Rod Laver Arena                                                                     | Partidos en la Rod Laver Arena  | Partidos en la Rod Laver Arena    | Partidos en la Rod Laver Arena  |
| Evento                                                                                             | Ganador                         | Perdedor                          | Resultado                       |
| -------------------------------------------------------------------------------------------------- | ------------------------------- | --------------------------------- | ------------------------------- |
| Individual Femenino - 3.ª ronda                                                                    | Serena Williams [1]             | Daniela Hantuchova [31]           | 6-3, 6-3                        |
| Individual Masculino - 3.ª ronda                                                                   | David Ferrer [3]                | Jeremy Chardy [29]                | 6-2, 7-6(7-5), 6-2              |
| Individual Femenino - 3.ª ronda                                                                    | Casey Dellacqua [WC]            | Jie Zheng                         | 6–2, 6–4                        |
| Individual Femenino - 3.ª ronda                                                                    | Ana Ivanovic [14]               | Samantha Stosur [17]              | 6–7(8-10), 6–4, 6–2             |
| Individual Masculino - 3.ª ronda                                                                   | Novak Djokovic [2]              | Denis Istomin                     | 6-3, 6-3, 7-5                   |
| Partidos en la Hisense Arena                                                                       |                                 |                                   |                                 |
| Evento                                                                                             | Ganador                         | Perdedor                          | Resultado                       |
| Individual Femenino - 3.ª ronda                                                                    | Angelique Kerber [9]            | Alison Riske                      | 6-3, 6-4                        |
| Individual Femenino - 3.ª ronda                                                                    | Na Li [4]                       | Lucie Safarova [26]               | 1-6, 7-6(7-2), 6-3              |
| Individual Masculino - 3.ª ronda                                                                   | Tomáš Berdych [7]               | Damir Dzumhur [Q]                 | 6–4, 6–2, 6–2                   |
| Individual Masculino - 3.ª ronda                                                                   | Tommy Robredo [17]              | Richard Gasquet [9]               | 2–6, 7–5, 6–4, 7–6(8-6)         |
| Dobles Masculino - 2.ª ronda                                                                       | Bob Bryan Mike Bryan [1]        | Paul Hanley Jonathan Marray       | 6-4, 7-6(7-3)                   |
| Partidos en la Margaret Court Arena                                                                |                                 |                                   |                                 |
| Evento                                                                                             | Ganador                         | Perdedor                          | Resultado                       |
| Individual Femenino - 3.ª ronda                                                                    | Flavia Pennetta [28]            | Mona Barthel                      | 6-1, 7-5                        |
| Dobles Masculino - 2.ª ronda                                                                       | Ivan Dodig Marcelo Melo [4]     | Chris Guccione Thanasi Kokkinakis | 7-5, 7-6(7-5)                   |
| Individual Masculino - 3.ª ronda                                                                   | Kevin Anderson [19]             | Edouard Roger-Vasselin            | 3–6, 4–6, 6–3, 7–6(7-5), 7–5    |
| Individual Masculino - 3.ª ronda                                                                   | Fabio Fognini [15]              | Sam Querrey                       | 7-5, 6-4, 6-4                   |
| En azul se señalan los partidos nocturnos                                                          |                                 |                                   |                                 |
| Los partidos inician a las 11:00 a. m. Los partidos nocturnos no comienzan antes de las 7:00 p. m. |                                 |                                   |                                 |

### Día 6 (18 de enero)
- Cabezas de serie eliminados:
  - Individual masculino:  Benoît Paire [27],  Feliciano López [26],  Milos Raonic [11],  Gilles Simon [18],  Gaël Monfils [25]
  - Individual femenino:  Carla Suárez Navarro [16],  Alize Cornet [25],  Anastasiya Pavliuchenkova [29],  Caroline Wozniacki [10]
- Orden de juego

| Partidos en canchas principales                                                                    | Partidos en canchas principales | Partidos en canchas principales | Partidos en canchas principales |
| Partidos en la Rod Laver Arena                                                                     | Partidos en la Rod Laver Arena  | Partidos en la Rod Laver Arena  | Partidos en la Rod Laver Arena  |
| Evento                                                                                             | Ganador                         | Perdedor                        | Resultado                       |
| -------------------------------------------------------------------------------------------------- | ------------------------------- | ------------------------------- | ------------------------------- |
| Individual Femenino - 3.ª ronda                                                                    | María Sharápova [3]             | Alize Cornet [25]               | 6-1, 7-6(8-6)                   |
| Individual Masculino - 3.ª ronda                                                                   | Roger Federer [6]               | Teimuraz Gabashvili             | 6-2, 6-2, 6-3                   |
| Individual Femenino - 3.ª ronda                                                                    | Garbiñe Muguruza                | Caroline Wozniacki [10]         | 4-6, 7-5, 6-3                   |
| Individual Femenino - 3.ª ronda                                                                    | Victoria Azarenka [2]           | Yvonne Meusburger               | 6-1, 6-0                        |
| Individual Masculino - 3.ª ronda                                                                   | Rafael Nadal [1]                | Gaël Monfils [25]               | 6-1, 6-2, 6-3                   |
| Partidos en la Hisense Arena                                                                       |                                 |                                 |                                 |
| Evento                                                                                             | Ganador                         | Perdedor                        | Resultado                       |
| Individual Femenino - 3.ª ronda                                                                    | Jelena Janković [8]             | Kurumi Nara                     | 6-4, 7-5                        |
| Individual Femenino - 3.ª ronda                                                                    | Agnieszka Radwańska [5]         | Anastasiya Pavliuchenkova [29]  | 5-7, 6-2, 6-2                   |
| Individual Masculino - 3.ª ronda                                                                   | Andy Murray [4]                 | Feliciano López [26]            | 7-6(7-2), 6-4, 6-2              |
| Individual Masculino - 3.ª ronda                                                                   | Jo-Wilfried Tsonga [10]         | Gilles Simon [18]               | 7-6(7-5), 6-4, 6-2              |
| Partidos en la Margaret Court Arena                                                                |                                 |                                 |                                 |
| Evento                                                                                             | Ganador                         | Perdedor                        | Resultado                       |
| Individual Femenino - 3.ª ronda                                                                    | Dominika Cibulková [20]         | Carla Suárez Navarro [16]       | 6-1, 6-0                        |
| Individual Femenino - 3.ª ronda                                                                    | Sloane Stephens [13]            | Elina Svitolina                 | 7-5, 6-4                        |
| Individual Masculino - 3.ª ronda                                                                   | Grigor Dimitrov [22]            | Milos Raonic [11]               | 6-3, 3-6, 6-4, 7-6(12-10)       |
| Individual Masculino - 3.ª ronda                                                                   | Kei Nishikori [16]              | Donald Young                    | 7-5, 6-1, 6-0                   |
| En azul se señalan los partidos nocturnos                                                          |                                 |                                 |                                 |
| Los partidos inician a las 11:00 a. m. Los partidos nocturnos no comienzan antes de las 7:00 p. m. |                                 |                                 |                                 |

### Día 7 (19 de enero)
- Cabezas de serie eliminados:
  - Individual masculino:  Fabio Fognini [15],  Tommy Robredo [17],  Kevin Anderson [19]
  - Individual femenino:  Serena Williams [1],  Angelique Kerber [9],  Yekaterina Makárova [22]
- Orden de juego

| Partidos en canchas principales                                                                    | Partidos en canchas principales              | Partidos en canchas principales              | Partidos en canchas principales |
| Partidos en la Rod Laver Arena                                                                     | Partidos en la Rod Laver Arena               | Partidos en la Rod Laver Arena               | Partidos en la Rod Laver Arena  |
| Evento                                                                                             | Ganador                                      | Perdedor                                     | Resultado                       |
| -------------------------------------------------------------------------------------------------- | -------------------------------------------- | -------------------------------------------- | ------------------------------- |
| Individual Femenino - 4.ª ronda                                                                    | Flavia Pennetta [28]                         | Angelique Kerber [9]                         | 6–1, 4–6, 7–5                   |
| Individual Femenino - 4.ª ronda                                                                    | Ana Ivanovic [14]                            | Serena Williams [1]                          | 4–6, 6–3, 6–3                   |
| Individual Masculino - 4.ª ronda                                                                   | Novak Djokovic [2]                           | Fabio Fognini [15]                           | 6-3, 6-0, 6-2                   |
| Individual Femenino - 4.ª ronda                                                                    | Eugenie Bouchard [30]                        | Casey Dellacqua [WC]                         | 6-7, 6-2, 6-0                   |
| Individual Masculino - 4.ª ronda                                                                   | Stanislas Wawrinka [8] vs Tommy Robredo [17] | Stanislas Wawrinka [8] vs Tommy Robredo [17] | 6-3, 7-6(7-3), 7-6(7-5)         |
| Partidos en la Hisense Arena                                                                       |                                              |                                              |                                 |
| Evento                                                                                             | Ganador                                      | Perdedor                                     | Resultado                       |
| Individual Femenino - 4.ª ronda                                                                    | Na Li [4]                                    | Yekaterina Makárova [22]                     | 6–2, 6–0                        |
| Individual Masculino - 4.ª ronda                                                                   | David Ferrer [3]                             | Florian Mayer                                | 6-7(5-7), 7-5, 6-2, 6-1         |
| Dobles Femenino - 3.ª ronda                                                                        | Sara Errani Roberta Vinci [1]                | Monique Adamczak Olivia Rogowska [WC]        | 6-2, 6-2                        |
| Partidos en la Margaret Court Arena                                                                |                                              |                                              |                                 |
| Evento                                                                                             | Ganador                                      | Perdedor                                     | Resultado                       |
| Dobles Femenino - 3.ª ronda                                                                        | Jarmila Gajdosova [PR] Ajla Tomljanovic [PR] | Timea Babos Petra Martic                     | 6–2, 7–5                        |
| Dobles Masculino - 3.ª ronda                                                                       | Leander Paes [5] Radek Štěpánek [5]          | Yuki Bhambri Michael Venus                   | 6–3, 6–2                        |
| Dobles Masculino - 3.ª ronda                                                                       | Alex Bolt Andrew Whittington [WC]            | Pablo Carreño Busta Guillermo Garcia-Lopez   | 6-7(4-7), 7-6(7-5), 7-5         |
| Individual Masculino - 4.ª ronda                                                                   | Tomáš Berdych [7]                            | Kevin Anderson [19]                          | 6-2, 6-2, 6-3                   |
| En azul se señalan los partidos nocturnos                                                          |                                              |                                              |                                 |
| Los partidos inician a las 11:00 a. m. Los partidos nocturnos no comienzan antes de las 7:00 p. m. |                                              |                                              |                                 |

### Día 8 (20 de enero)
- Cabezas de serie eliminados:
  - Individual masculino:  Nishikori Kei [16],  Jo-Wilfried Tsonga [10]
  - Individual femenino:  María Sharápova [3],  Jelena Janković [8],  Sloane Stephens [13]
  - Dobles masculino:  Bob Bryan /  Mike Bryan [1],  Ivan Dodig /  Marcelo Melo [4],  Mariusz Fyrstenberg /  Marcin Matkowski [9],  Julien Benneteau /  Édouard Roger-Vasselin [11]
  - Dobles femenino:  Daniela Hantuchová [15] /  Lisa Raymond [15]
  - Dobles mixto:  Květa Peschke /  Marcin Matkowski [7],  Yelena Vesniná /  Mahesh Bhupathi [8]
- Orden de juego

| Partidos en canchas principales                                                                    | Partidos en canchas principales            | Partidos en canchas principales           | Partidos en canchas principales |
| Partidos en la Rod Laver Arena                                                                     | Partidos en la Rod Laver Arena             | Partidos en la Rod Laver Arena            | Partidos en la Rod Laver Arena  |
| Evento                                                                                             | Ganador                                    | Perdedor                                  | Resultado                       |
| -------------------------------------------------------------------------------------------------- | ------------------------------------------ | ----------------------------------------- | ------------------------------- |
| Individual Femenino - 4.ª ronda                                                                    | Dominika Cibulková [20]                    | María Sharápova [3]                       | 3–6, 6–4, 6–1                   |
| Individual Femenino - 4.ª ronda                                                                    | Victoria Azarenka [2]                      | Sloane Stephens [13]                      | 6–3, 6–2                        |
| Individual Masculino - 4.ª ronda                                                                   | Rafael Nadal [1]                           | Nishikori Kei [16]                        | 7-6(7-3), 7-5, 7-6(7-3)         |
| Individual Masculino - 4.ª ronda                                                                   | Roger Federer [6]                          | Jo-Wilfried Tsonga [10]                   | 6-3, 7-5, 6-4                   |
| Individual Femenino - 4.ª ronda                                                                    | Agnieszka Radwańska [5]                    | Garbiñe Muguruza                          | 6-1, 6-3                        |
| Partidos en la Hisense Arena                                                                       |                                            |                                           |                                 |
| Evento                                                                                             | Ganador                                    | Perdedor                                  | Resultado                       |
| Dobles Masculino - 3.ª ronda                                                                       | Eric Butorac Raven Klaasen                 | Bob Bryan [1] Mike Bryan [1]              | 7–6(11–9), 6–4                  |
| Individual Femenino - 4.ª ronda                                                                    | Simona Halep [11]                          | Jelena Janković [8]                       | 6–4, 2–6, 6–0                   |
| Dobles Mixto - 2.ª ronda                                                                           | Katarina Srebotnik [2] Rohan Bopanna [2]   | Ashleigh Barty John Peers                 | 7–6(7–5), 7–5                   |
| Individual Masculino - 4.ª ronda                                                                   | Andy Murray [4]                            | Stéphane Robert [LL]                      | 6–1, 6–2, 6–7(6–8), 6–2         |
| Partidos en la Margaret Court Arena                                                                |                                            |                                           |                                 |
| Evento                                                                                             | Ganador                                    | Perdedor                                  | Resultado                       |
| Dobles Femenino - 3.ª ronda                                                                        | Andrea Hlavackova [7] Lucie Šafářová [7]   | Madison Keys Alison Riske                 | 6–4, 6–3                        |
| Individual Masculino - 4.ª ronda                                                                   | Grigor Dimitrov [22]                       | Roberto Bautista                          | 6–3, 3–6, 6–2, 6–4              |
| Dobles Femenino - 3.ª ronda                                                                        | Yekaterina Makárova [3] Yelena Vesniná [3] | Daniela Hantuchová [15] Lisa Raymond [15] | 6–4, 6–7(5–7), 6–2              |
| Dobles Mixto - 2.ª ronda                                                                           | Sania Mirza [6] Horia Tecau [6]            | Anastasia Rodiónova Colin Fleming         | 6–2, 6–2                        |
| En azul se señalan los partidos nocturnos                                                          |                                            |                                           |                                 |
| Los partidos inician a las 11:00 a. m. Los partidos nocturnos no comienzan antes de las 7:00 p. m. |                                            |                                           |                                 |

### Día 9 (21 de enero)
- Cabezas de serie eliminados:
  - Individual masculino:  Novak Đoković [2],  David Ferrer [3]
  - Individual femenino:  Flavia Pennetta [28],  Ana Ivanović [14]
  - Dobles masculino:  Treat Conrad Huey /  Dominic Inglot [12]
  - Dobles femenino:  Cara Black /  Sania Mirza [6],  Andrea Hlavackova /  Lucie Šafářová [7]
  - Dobles mixto:  Anna-Lena Grönefeld /  Alexander Peya [1],  Andrea Hlavackova /  Maksim Mirni [4]
- Orden de juego

| Partidos en canchas principales                                                                    | Partidos en canchas principales            | Partidos en canchas principales              | Partidos en canchas principales |
| Partidos en la Rod Laver Arena                                                                     | Partidos en la Rod Laver Arena             | Partidos en la Rod Laver Arena               | Partidos en la Rod Laver Arena  |
| Evento                                                                                             | Ganador                                    | Perdedor                                     | Resultado                       |
| -------------------------------------------------------------------------------------------------- | ------------------------------------------ | -------------------------------------------- | ------------------------------- |
| Individual Femenino - Cuartos de final                                                             | Li Na [4]                                  | Flavia Pennetta [28]                         | 6–2, 6–2                        |
| Individual Femenino - Cuartos de final                                                             | Eugénie Bouchard [30]                      | Ana Ivanović [14]                            | 5–7, 7–5, 6–2                   |
| Individual Masculino - Cuartos de final                                                            | Tomáš Berdych [7]                          | David Ferrer [3]                             | 6–1, 6–4, 2–6, 6–4              |
| Individual Masculino - Cuartos de final                                                            | Stanislas Wawrinka [8]                     | Novak Đoković [2]                            | 2–6, 6–4, 6–2, 3–6, 9–7         |
| Dobles Masculino - Cuartos de final                                                                | Daniel Nestor [8] Nenad Zimonjić [8]       | Alex Bolt [WC] Andrew Whittington [WC]       | 6–2, 7–6(7–1)                   |
| Partidos en la Margaret Court Arena                                                                |                                            |                                              |                                 |
| Evento                                                                                             | Ganador                                    | Perdedor                                     | Resultado                       |
| Dobles masculinos - Leyendas                                                                       | Jonas Björkman Thomas Enqvist              | Guy Forget Henri Leconte                     | 6–3, 7-6(10-8)                  |
| Dobles Mixto - 2.ª ronda                                                                           | Zheng Jie Scott Lipsky                     | Anna-Lena Grönefeld [1] Alexander Peya [1]   | 2–6, 7–6(7–5), [10–5]           |
| Dobles Femenino - Cuartos de final                                                                 | Yekaterina Makárova [3] Yelena Vesniná [3] | Andrea Hlavackova [7] Lucie Šafářová [7]     | 6–2, 2–6, 7–6(7–4)              |
| Dobles Femenino - Cuartos de final                                                                 | Sara Errani [1] Roberta Vinci [1]          | Cara Black [6] Sania Mirza [6]               | 6–2, 3–6, 6–4                   |
| Dobles Femenino - Cuartos de final                                                                 | Květa Peschke [4] Katarina Srebotnik [4]   | Jarmila Gajdošová [PR] Ajla Tomljanović [PR] | 7–5, 4–6, 6–4                   |
| En azul se señalan los partidos nocturnos                                                          |                                            |                                              |                                 |
| Los partidos inician a las 11:00 a. m. Los partidos nocturnos no comienzan antes de las 7:00 p. m. |                                            |                                              |                                 |

### Día 10 (22 de enero)
- Cabezas de serie eliminados:
  - Individual masculino:  Andy Murray [4],  Grigor Dimitrov [22]
  - Individual femenino:  Simona Halep [11],  Victoria Azarenka [2]
  - Dobles masculino:  Leander Paes [5] /  Radek Štěpánek [5]
  - Dobles femenino:  Květa Peschke /  Katarina Srebotnik [4],  Raquel Kops-Jones /  Abigail Spears [8]
  - Dobles mixto:  Katarina Srebotnik /  Rohan Bopanna [2],  Anabel Medina /  Bruno Soares [5]
- Orden de juego

| Partidos en canchas principales                                                                    | Partidos en canchas principales           | Partidos en canchas principales          | Partidos en canchas principales |
| Partidos en la Rod Laver Arena                                                                     | Partidos en la Rod Laver Arena            | Partidos en la Rod Laver Arena           | Partidos en la Rod Laver Arena  |
| Evento                                                                                             | Ganador                                   | Perdedor                                 | Resultado                       |
| -------------------------------------------------------------------------------------------------- | ----------------------------------------- | ---------------------------------------- | ------------------------------- |
| Individual Femenino - Cuartos de final                                                             | Dominika Cibulková [20]                   | Simona Halep [11]                        | 6–3, 6–0                        |
| Individual Femenino - Cuartos de final                                                             | Agnieszka Radwańska [5]                   | Victoria Azarenka [2]                    | 6–1, 5–7, 6–0                   |
| Individual Masculino - Cuartos de final                                                            | Rafael Nadal [1]                          | Grigor Dimitrov [22]                     | 3–6, 7–6(7–3), 7–6(9–7), 6–2    |
| Individual Masculino - Cuartos de final                                                            | Roger Federer [6]                         | Andy Murray [4]                          | 6–3, 6–4, 6–7(6–8), 6–3         |
| Dobles Mixto - Cuartos de final                                                                    | Jarmila Gajdošová [WC] Matthew Ebden [WC] | Katarina Srebotnik [2] Rohan Bopanna [2] | 7–5, 6–3                        |
| Partidos en la Margaret Court Arena                                                                |                                           |                                          |                                 |
| Evento                                                                                             | Ganador                                   | Perdedor                                 | Resultado                       |
| Dobles masculinos - Leyendas                                                                       | Todd Woodbridge Mark Woodforde            | Pat Cash Mats Wilander                   | 6–3, 1–6, [10–3]                |
| Dobles Masculino - Cuartos de final                                                                | Michaël Llodra [13] Nicolas Mahut [13]    | Leander Paes [5] Radek Štěpánek [5]      | 6–2, 7–6(7–4)                   |
| Dobles Femenino - Leyendas                                                                         | Nicole Bradtke Rennae Stubbs              | Iva Majoli Barbara Schett                | 6–3, 3–6, [10–7]                |
| Dobles Femenino - Cuartos de final                                                                 | Sara Errani [1] Roberta Vinci [1]         | Květa Peschke [4] Katarina Srebotnik [4] | 6-1, 6-4                        |
| Dobles Mixto - Cuartos de final                                                                    | Zheng Jie Scott Lipsky                    | Anabel Medina [5] Bruno Soares [5]       | 3-6, 6-4, [10-7]                |
| En azul se señalan los partidos nocturnos                                                          |                                           |                                          |                                 |
| Los partidos inician a las 11:00 a. m. Los partidos nocturnos no comienzan antes de las 7:00 p. m. |                                           |                                          |                                 |

### Día 11 (23 de enero)
- Cabezas de serie eliminados:
  - Individual masculino:  Tomáš Berdych [7]
  - Individual femenino:  Agnieszka Radwańska [5],  Eugénie Bouchard [30]
  - Dobles masculino:  Daniel Nestor [8] /  Nenad Zimonjić [8],  Michaël Llodra [13] /  Nicolas Mahut [13]
- Orden de juego

| Partidos en canchas principales                                                                    | Partidos en canchas principales         | Partidos en canchas principales        | Partidos en canchas principales  |
| Partidos en la Rod Laver Arena                                                                     | Partidos en la Rod Laver Arena          | Partidos en la Rod Laver Arena         | Partidos en la Rod Laver Arena   |
| Evento                                                                                             | Ganador                                 | Perdedor                               | Resultado                        |
| -------------------------------------------------------------------------------------------------- | --------------------------------------- | -------------------------------------- | -------------------------------- |
| Dobles Masculino - Semifinales                                                                     | Eric Butorac Raven Klaasen              | Daniel Nestor [8] Nenad Zimonjić [8]   | 6–2, 6–4                         |
| Individual Femenino - Semifinales                                                                  | Li Na [4]                               | Eugénie Bouchard [30]                  | 6–2, 6–4                         |
| Individual Femenino - Semifinales                                                                  | Dominika Cibulková [20]                 | Agnieszka Radwańska [5]                | 6–1, 6–2                         |
| Individual Masculino - Semifinales                                                                 | Stanislas Wawrinka [8]                  | Tomáš Berdych [7]                      | 6–3, 6–7(1–7),7–6(7–3), 7–6(7–4) |
| Exhibición - Dobles                                                                                | Mansour Bahrami Goran Ivanišević        | Pat Cash Henri Leconte                 | 4–2, 4–2                         |
| Partidos en la Margaret Court Arena                                                                |                                         |                                        |                                  |
| Evento                                                                                             | Ganador                                 | Perdedor                               | Resultado                        |
| Dobles Femenino - Leyendas                                                                         | Martina Hingis Martina Navratilova      | Iva Majoli Barbara Schett              | 7–6(7–3), 6–4                    |
| Dobles Masculino - Semifinales                                                                     | Łukasz Kubot [14] Robert Lindstedt [14] | Michaël Llodra [13] Nicolas Mahut [13] | 6–4, 6–7,(12–14) 6–3             |
| Dobles Mixto - Cuartos de final                                                                    | Sania Mirza [6] Horia Tecau [6]         | Julia Gorges Aisam-ul-Haq Qureshi      | 6–3, 6–4                         |
| Dobles Masculino - Leyendas                                                                        | Yannick Noah Fabrice Santoro            | Mansour Bahrami Cédric Pioline         | 6-1, 1-6, [12-10]                |
| Dobles Mixto - Cuartos de final                                                                    | Kristina Mladenovic Daniel Nestor       | Daniela Hantuchová Leander Paes        | 6-3, 6-3                         |
| En azul se señalan los partidos nocturnos                                                          |                                         |                                        |                                  |
| Los partidos inician a las 11:00 a. m. Los partidos nocturnos no comienzan antes de las 7:00 p. m. |                                         |                                        |                                  |

### Día 12 (24 de enero)
- Cabezas de serie eliminados:
  - Individual masculino:  Roger Federer [6]
  - Dobles femenino:  Yekaterina Makárova [3] /  Yelena Vesniná [3]
- Orden de juego

| Partidos en canchas principales                                                                   | Partidos en canchas principales   | Partidos en canchas principales            | Partidos en canchas principales |
| Partidos en la Rod Laver Arena                                                                    | Partidos en la Rod Laver Arena    | Partidos en la Rod Laver Arena             | Partidos en la Rod Laver Arena  |
| Evento                                                                                            | Ganador                           | Perdedor                                   | Resultado                       |
| ------------------------------------------------------------------------------------------------- | --------------------------------- | ------------------------------------------ | ------------------------------- |
| Dobles Mixto - Semifinales                                                                        | Sania Mirza [6] Horia Tecau [6]   | Jarmila Gajdošová [WC] Matthew Ebden [WC]  | 2-6, 6-3, [10-2]                |
| Dobles Femenino - Final                                                                           | Sara Errani [1] Roberta Vinci [1] | Yekaterina Makárova [3] Yelena Vesniná [3] | 6-4, 3-6, 7-5                   |
| Individual Masculino - Semifinales                                                                | Rafael Nadal [1]                  | Roger Federer [6]                          | 7-6, 6-3, 6-3                   |
| Partidos en la Margaret Court Arena                                                               |                                   |                                            |                                 |
| Evento                                                                                            | Ganador                           | Perdedor                                   | Resultado                       |
| Individual Masculino Junior - Semifinales                                                         | Alexander Zverev [1]              | Bradley Mousley                            | 6–4, 1–6, 6–1                   |
| Dobles Mixto - Semifinales                                                                        | Kristina Mladenovic Daniel Nestor | Zheng Jie Scott Lipsky                     | 6-3, 6-4                        |
| Dobles Masculino - Leyendas                                                                       | Todd Woodbridge Mark Woodforde    | Jonas Björkman Thomas Enqvist              | 4-6, 6-2, [13–11]               |
| En azul se señalan los partidos nocturnos                                                         |                                   |                                            |                                 |
| Los partidos inician a las 3:00 p. m. Los partidos nocturnos no comienzan antes de las 7:30 p. m. |                                   |                                            |                                 |

### Día 13 (25 de enero)
- Cabezas de serie eliminados:
  - Individual femenino:  Dominika Cibulková [20]
  - Dobles masculino:
- Orden de juego

| Partidos en canchas principales                                                                   | Partidos en canchas principales         | Partidos en canchas principales | Partidos en canchas principales |
| Partidos en la Rod Laver Arena                                                                    | Partidos en la Rod Laver Arena          | Partidos en la Rod Laver Arena  | Partidos en la Rod Laver Arena  |
| Evento                                                                                            | Ganador                                 | Perdedor                        | Resultado                       |
| ------------------------------------------------------------------------------------------------- | --------------------------------------- | ------------------------------- | ------------------------------- |
| Individual Masculino Junior - Final                                                               | Alexander Zverev [1]                    | Stefan Kozlov [2]               | 6–3, 6–0                        |
| Individual Femenino Junior - Final                                                                | Elizaveta Kulichkova [4]                | Jana Fett                       | 6–2, 6–1                        |
| Individual Femenino - Final                                                                       | Li Na [4]                               | Dominika Cibulková [20]         | 7-6(7-3), 6-0                   |
| Dobles Masculino - Final                                                                          | Lukasz Kubot [14] Robert Lindstedt [14] | Eric Butorac Raven Klaasen      | 6-3, 6-3                        |
| En azul se señalan los partidos nocturnos                                                         |                                         |                                 |                                 |
| Los partidos inician a las 1:00 p. m. Los partidos nocturnos no comienzan antes de las 7:30 p. m. |                                         |                                 |                                 |

### Día 14 (26 de enero)
- Cabezas de serie eliminados:
  - Individual masculino:  Rafael Nadal [1]
  - Dobles mixto:  Sania Mirza /  Horia Tecau [6]
- Orden de juego

| Partidos en canchas principales                                                                   | Partidos en canchas principales   | Partidos en canchas principales | Partidos en canchas principales |
| Partidos en la Rod Laver Arena                                                                    | Partidos en la Rod Laver Arena    | Partidos en la Rod Laver Arena  | Partidos en la Rod Laver Arena  |
| Evento                                                                                            | Ganador                           | Perdedor                        | Resultado                       |
| ------------------------------------------------------------------------------------------------- | --------------------------------- | ------------------------------- | ------------------------------- |
| Dobles Mixto - Final                                                                              | Kristina Mladenovic Daniel Nestor | Sania Mirza [6] Horia Tecau [6] | 6-3, 6-2                        |
| Individual Masculino - Final                                                                      | Stanislas Wawrinka [8]            | Rafael Nadal [1]                | 6-3, 6-2, 3-6, 6-3              |
| En azul se señalan los partidos nocturnos                                                         |                                   |                                 |                                 |
| Los partidos inician a las 4:00 p. m. Los partidos nocturnos no comienzan antes de las 7:30 p. m. |                                   |                                 |                                 |

## Cabezas de serie
Los cabeza de series actuales, las clasificaciones y los puntos son al 30 de diciembre de 2013, los cabeza de series finales se determinarán a partir del 6 de enero de 2014 El estado y los puntos y las clasificaciones se verá a partir de la tabla de posiciones, el 13 de enero de 2014. Tenga en cuenta que Marion Bartoli se eliminará de la lista WTA ranking a partir de 2014.

### Individual masculino
| Cabeza de serie | Ranking | Jugador               | Puntos | Puntos por defender | Puntos ganados | Nuevos puntos | Ronda hasta la que avanzó en el torneo              |
| --------------- | ------- | --------------------- | ------ | ------------------- | -------------- | ------------- | --------------------------------------------------- |
| 1               | 1       | Rafael Nadal          | 13130  | 0                   | 1200           | 14330         | Final, perdió con Stanislas Wawrinka [8]            |
| 2               | 2       | Novak Djokovic        | 12260  | 2000                | 360            | 10620         | Cuartos de final, perdió con Stanislas Wawrinka [8] |
| 3               | 3       | David Ferrer          | 5640   | 720                 | 360            | 5280          | Cuartos de final, perdió con Tomáš Berdych [7]      |
| 4               | 4       | Andy Murray           | 5560   | 1200                | 360            | 4720          | Cuartos de final, perdió con Roger Federer [6]      |
| 5               | 5       | Juan Martín del Potro | 5415   | 90                  | 45             | 5370          | Segunda ronda, perdió con Roberto Bautista-Agut     |
| 6               | 6       | Roger Federer         | 4355   | 720                 | 720            | 4355          | Semifinales, perdió con Rafael Nadal [1]            |
| 7               | 7       | Tomáš Berdych         | 4180   | 360                 | 720            | 4540          | Semifinales, perdió con Stanislas Wawrinka [8]      |
| 8               | 8       | Stanislas Wawrinka    | 3890   | 180                 | 2000           | 5710          | Campeón, venció a Rafael Nadal [1]                  |
| 9               | 9       | Richard Gasquet       | 3140   | 180                 | 90             | 3050          | Tercera ronda, perdió con Tommy Robredo [17]        |
| 10              | 10      | Jo-Wilfried Tsonga    | 3065   | 360                 | 180            | 2885          | Cuarta ronda, perdió con Roger Federer [6]          |
| 11              | 11      | Milos Raonic          | 2860   | 180                 | 90             | 2770          | Tercera ronda, perdió con Grigor Dimitrov [22]      |
| 12              | 12      | Tommy Haas            | 2435   | 10                  | 10             | 2435          | Primera ronda, retiro Guillermo García-López        |
| 13              | 14      | John Isner            | 2320   | 0                   | 10             | 2330          | Primera ronda, retiro Martin Kližan [LL]            |
| 14              | 15      | Mijaíl Yuzhny         | 2145   | 45                  | 45             | 2145          | Segunda ronda, perdió con Florian Mayer             |
| 15              | 16      | Fabio Fognini         | 1930   | 10                  | 180            | 2100          | Cuarta ronda, perdió con Novak Djokovic [2]         |
| 16              | 17      | Kei Nishikori         | 1915   | 180                 | 180            | 1915          | Cuarta ronda, perdió con Rafael Nadal [1]           |
| 17              | 18      | Tommy Robredo         | 1810   | 10                  | 180            | 1980          | Cuarta ronda, perdió con Stanislas Wawrinka [8]     |
| 18              | 19      | Gilles Simon          | 1790   | 180                 | 90             | 1700          | Tercera ronda, perdió con Jo-Wilfried Tsonga [10]   |
| 19              | 20      | Kevin Anderson        | 1580   | 180                 | 180            | 1580          | Cuarta ronda, perdió con Tomáš Berdych [7]          |
| 20              | 21      | Jerzy Janowicz        | 1615   | 90                  | 90             | 1615          | Tercera ronda, perdió con Florian Mayer             |
| 21              | 22      | Philipp Kohlschreiber | 1420   | 90                  | 0              | 1340          | Primera ronda, baja Aljaž Bedene                    |
| 22              | 23      | Grigor Dimitrov       | 1460   | 10                  | 360            | 1810          | Cuartos de final, perdió con Rafael Nadal [1]       |
| 23              | 24      | Ernests Gulbis        | 1418   | (20)                | 45             | 1443          | Segunda ronda, perdió con Sam Querrey               |
| 24              | 25      | Andreas Seppi         | 1360   | 180                 | 45             | 1225          | Segunda ronda, perdió con Donald Young              |
| 25              | 26      | Gaël Monfils          | 1245   | 90                  | 90             | 1245          | Tercera ronda, perdió con Rafael Nadal [1]          |
| 26              | 27      | Feliciano López       | 1310   | 45                  | 90             | 1355          | Tercera ronda, perdió con Andy Murray [4]           |
| 27              | 28      | Benoît Paire          | 1300   | 10                  | 90             | 1380          | Tercera ronda, perdió con Roberto Bautista-Agut     |
| 28              | 30      | Vasek Pospisil        | 1289   | (20)                | 90             | 1359          | Tercera ronda, retiro Stanislas Wawrinka [8]        |
| 29              | 31      | Jérémy Chardy         | 1255   | 360                 | 90             | 985           | Tercera ronda, perdió con David Ferrer [3]          |
| 30              | 32      | Dmitry Tursunov       | 1314   | (45)                | 45             | 1314          | Segunda ronda, perdió con Denis Istomin             |
| 31              | 33      | Fernando Verdasco     | 1235   | 90                  | 45             | 1190          | Segunda ronda, perdió con Teimuraz Gabashvili       |
| 32              | 34      | Ivan Dodig            | 1190   | 90                  | 45             | 1145          | Segunda ronda, retiro Damir Džumhur [Q]             |

### Jugadores retirados
| Ranking | Jugador         | Puntos | Puntos por defender | Puntos ganados | Nuevos puntos | Motivo                      |
| ------- | --------------- | ------ | ------------------- | -------------- | ------------- | --------------------------- |
| 13      | Nicolás Almagro | 2290   | 360                 | 0              | 1930          | Lesión en el hombro derecho |
| 29      | Jürgen Melzer   | 1290   | 90                  | 0              | 1200          | Lesión en el hombro         |

### Individual femenino
| Cabeza de serie | Ranking | Jugadora                 | Puntos | Puntos por defender | Puntos ganados | Nuevos puntos | Ronda hasta la que avanzó en el torneo               |
| --------------- | ------- | ------------------------ | ------ | ------------------- | -------------- | ------------- | ---------------------------------------------------- |
| 1               | 1       | Serena Williams          | 13260  | 500                 | 240            | 13000         | Cuarta ronda, perdió con Ana Ivanović [14]           |
| 2               | 2       | Victoria Azarenka        | 8151   | 2000                | 430            | 6581          | Cuartos de final, perdió con Agnieszka Radwańska [5] |
| 3               | 3       | María Sharápova          | 6076   | 900                 | 240            | 5416          | Cuarta ronda, perdió con Dominika Cibulková [20]     |
| 4               | 4       | Li Na                    | 5970   | 1400                | 2000           | 6570          | Campeona, venció a Dominika Cibulková [20]           |
| 5               | 5       | Agnieszka Radwańska      | 5470   | 500                 | 780            | 5750          | Semifinales, perdió con Dominika Cibulková [20]      |
| 6               | 6       | Petra Kvitová            | 4835   | 100                 | 10             | 4745          | Primera ronda, perdió con Luksika Kumkhum            |
| 7               | 7       | Sara Errani              | 4435   | 5                   | 10             | 4440          | Primera ronda, perdió con Julia Görges               |
| 8               | 8       | Jelena Janković          | 4230   | 160                 | 240            | 4310          | Cuarta ronda, derrotada por Simona Halep [11]        |
| 9               | 9       | Angelique Kerber         | 4070   | 280                 | 240            | 4030          | Cuarta ronda, perdió con Flavia Pennetta [28]        |
| 10              | 10      | Caroline Wozniacki       | 3520   | 280                 | 130            | 3370          | Tercera ronda, perdió con Garbiñe Muguruza           |
| 11              | 11      | Simona Halep             | 3335   | 5                   | 430            | 3760          | Cuartos de final, perdió con Dominika Cibulková [20] |
| 12              | 12      | Roberta Vinci            | 3170   | 160                 | 10             | 3020          | Primera ronda, perdió con Zheng Jie                  |
| 13              | 13      | Sloane Stephens          | 3075   | 900                 | 240            | 2415          | Cuarta ronda, perdió con Victoria Azarenka [2]       |
| 14              | 14      | Ana Ivanović             | 3010   | 280                 | 430            | 3160          | Cuartos de final, perdió con Eugenie Bouchard [30]   |
| 15              | 15      | Sabine Lisicki           | 2915   | 5                   | 70             | 2980          | Segunda ronda, perdió con Monica Niculescu           |
| 16              | 16      | Carla Suárez             | 2775   | 160                 | 130            | 2745          | Tercera ronda, perdió con Dominika Cibulková [20]    |
| 17              | 17      | Samantha Stosur          | 2675   | 100                 | 130            | 2705          | Tercera ronda, perdió con Ana Ivanovic [14]          |
| 18              | 19      | Kirsten Flipkens         | 2465   | 280                 | 70             | 2255          | Segunda ronda, perdió con Casey Dellacqua [WC]       |
| 19              | 20      | Svetlana Kuznetsova      | 2202   | 500                 | 10             | 1712          | Primera ronda, perdió con Elina Svitolina            |
| 20              | 24      | Dominika Cibulková       | 1856   | 100                 | 1300           | 3056          | Finalista, perdió ante Li Na [4]                     |
| 21              | 21      | Sorana Cîrstea           | 2170   | 160                 | 10             | 2020          | Primera ronda, perdió con Marina Erakovic            |
| 22              | 22      | Yekaterina Makárova      | 2061   | 500                 | 240            | 1801          | Cuarta ronda, perdió con Li Na [4]                   |
| 23              | 28      | Yelena Vesniná           | 1745   | 280                 | 10             | 1475          | Primera ronda, perdió con Alison Riske               |
| 24              | 23      | Kaia Kanepi              | 1922   | 0                   | 10             | 1932          | Primera ronda, perdió con Garbiñe Muguruza           |
| 25              | 25      | Alizé Cornet             | 1840   | 100                 | 130            | 1870          | Tercera ronda, perdió con María Sharápova [3]        |
| 26              | 26      | Lucie Šafářová           | 1775   | 100                 | 130            | 1805          | Tercera ronda, perdió con Li Na [4]                  |
| 28              | 29      | Flavia Pennetta          | 1735   | 0                   | 430            | 2165          | Cuartos de final, perdió con Li Na [4]               |
| 29              | 30      | Anastasia Pavliuchénkova | 1715   | 5                   | 130            | 1840          | Tercera ronda, perdió con Agnieszka Radwańska [5]    |
| 30              | 31      | Eugénie Bouchard         | 1629   | (40)                | 780            | 2369          | Semifinales, perdió con Li Na [4]                    |
| 31              | 33      | Daniela Hantuchová       | 1475   | 5                   | 130            | 1600          | Tercera ronda, perdió con Serena Williams [1]        |
| 32              | 35      | Magdaléna Rybáriková     | 1450   | 5                   | 10             | 1455          | Segunda ronda, perdió con Kurumi Nara                |
| 33              | 34      | Bojana Jovanovski        | 1475   | 280                 | 70             | 1265          | Segunda ronda, perdió con Yvonne Meusburger          |

### Jugadoras retiradas
| Ranking | Jugadora        | Puntos | Puntos por defender | Puntos ganados | Nuevos puntos | Motivo               |
| ------- | --------------- | ------ | ------------------- | -------------- | ------------- | -------------------- |
| 18      | Maria Kirilenko | 2605   | 280                 | 0              | 2325          | Lesión en el tobillo |
| 27      | Jamie Hampton   | 1761   | 160                 | 0              | 1601          | Lesión en la cadera  |

## Campeones defensores
| Modalidad                   | Campeón 2013                    | Campeón 2014                           |
| Individual masculino        | Novak Djokovic                  | Stanislas Wawrinka                     |
| Individual femenino         | Victoria Azarenka               | Na Li                                  |
| Dobles masculino            | Mike Bryan Bob Bryan            | Łukasz Kubot Robert Lindstedt          |
| Dobles femenino             | Sara Errani Roberta Vinci       | Sara Errani Roberta Vinci              |
| Dobles mixto                | Jarmila Gajdošová Matthew Ebden | Kristina Mladenovic Daniel Nestor      |
| Individual junior masculino | Nick Kyrgios                    | Alexander Zverev                       |
| Individual junior femenino  | Ana Konjuh                      | Elizaveta Kulichkova                   |
| Dobles junior masculino     | Jay Andrijic Bradley Mousley    | Lucas Meidler Bradley Mousley          |
| Dobles junior femenino      | Ana Konjuh Carol Zhao           | Anhelina Kalinina Elizaveta Kulichkova |

## Invitados
| - James Duckworth - Samuel Groth - Steve Johnson - Thanasi Kokkinakis - Nick Kyrgios - Lucas Pouille - Jordan Thompson - Wu Di | - Ashleigh Barty - Casey Dellacqua - Jarmila Gajdosova - Pauline Parmentier - Olivia Rogowska - Storm Sanders - Tang Haochen - Sachia Vickery |

| - Yuki Bhambri / Michael Venus - Lleyton Hewitt / Patrick Rafter - Matt Reid / Luke Saville - James Duckworth / Matthew Ebden - Alex Bolt / Andrew Whittington - Benjamin Mitchell / Jordan Thompson - Chris Guccione / Thanasi Kokkinakis | - Monique Adamczak / Olivia Rogowska - Naiktha Bains / Olivia Tjandramulia - Jelena Dokić / Storm Sanders - Azra Hadzic / Jessica Moore - Han Xinyun / Miki Miyamura - Tammi Patterson / Arina Rodionova - Sally Peers / Viktorija Rajicic |

### Dobles mixto
- Eugenie Bouchard /  Samuel Groth
- Jarmila Gajdošová /  Matthew Ebden
- Arina Rodionova /  Nick Kyrgios
- Olivia Rogowska /  John-Patrick Smith
- Storm Sanders /  Chris Guccione
- Ajla Tomljanović /  James Duckworth
- Donna Vekić /  Thanasi Kokkinakis

## Clasificados
| 1. Damir Džumhur 2. Dominic Thiem 3. David Guez 4. Denis Kudla 5. Dušan Lajović 6. Zhang Ze 7. Michael Berrer 8. Frank Dancevic 9. Wayne Odesnik 10. Thomaz Bellucci 11. Vincent Millot 12. Jimmy Wang 13. Rhyne Williams 14. Ričardas Berankis 15. Blaž Rola 16. Peter Gojowczyk Lucky Losers 1. Martin Kližan 2. Stéphane Robert | 1. Belinda Bencic 2. Carina Witthöft 3. Ana Konjuh 4. Zarina Diyas 5. Alla Kudryavtseva 6. Heather Watson 7. Lucie Hradecká 8. Kateřina Siniaková 9. Duan Yingying 10. Irina-Camelia Begu 11. Anna Tatishvili Lucky Losers 1. Irina Falconi |

## Campeones

### Sénior

#### Individuales masculino
Stanislas Wawrinka venció a  Rafael Nadal por 6-3, 6-2, 3-6, 6-3

#### Individuales femenino
Na Li venció a  Dominika Cibulková por 7-6(3), 6-0

#### Dobles masculino
Łukasz Kubot /  Robert Lindstedt vencieron a  Eric Butorac /  Raven Klaasen por 6-3, 6-3

#### Dobles femenino
Sara Errani /  Roberta Vinci vencieron a  Yekaterina Makarova /  Yelena Vesnina por 	6-4, 3-6, 7-5

#### Dobles mixtos
Kristina Mladenovic /  Daniel Nestor vencieron a  Sania Mirza /  Horia Tecău por 6-3, 6-2

### Júnior

#### Individuales masculino
Alexander Zverev venció a  Stefan Kozlov por 6–3, 6–0.

#### Individuales femenino
Elizaveta Kulichkova venció a  Jana Fett por 6–2, 6–1.

#### Dobles masculinos
Lucas Meidler /  Bradley Mousley vencieron a  Quentin Halys /  Johan Sébastien Tatlot por 6-4, 6-3

#### Dobles femeninos
Anhelina Kalinina /  Elizaveta Kulichkova vencieron a  Katie Boulter /  Ivana Đorović por 6-4, 6-2

### Leyendas

#### Dobles masculino
- Todd Woodbridge /  Mark Woodforde vencieron a  Jonas Björkman /  Thomas Enqvist por 4–6, 6–2, [13–11]

#### Dobles femeninos
- Nicole Bradtke /  Rennae Stubbs

### Silla de ruedas

#### Individual masculino
- Shingo Kunieda venció a  Gustavo Fernández por 6–0, 6–1

#### Individual femenino
- Sabine Ellerbrock venció a  Yui Kamiji por 3–6, 6–4, 6–2

#### Individual (Quad)
- David Wagner venció a  Lucas Sithole por 3–6, 7–5, 6–3

#### Dobles masculino
- Stéphane Houdet /  Shingo Kunieda vencieron a  Gordon Reid /  Maikel Scheffers por 6–3, 6–3

#### Dobles femenino
- Yui Kamiji /  Jordanne Whiley vencieron a  Marjolein Buis /  Jiske Griffioen por 6–2, 6–7, 6–2

#### Dobles (Quad)
- Andrew Lapthorne /  David Wagner vencieron a  Dylan Alcott /  Lucas Sithole por 6–4, 6–4